# Mercedes AMG F1 W08 EQ Power+
La Mercedes AMG F1 W08 EQ Power+ è una monoposto di Formula 1 realizzata dalla Mercedes, per gareggiare nel campionato mondiale di Formula 1 2017. La vettura è guidata dal tre volte campione del mondo Lewis Hamilton e dal finlandese Valtteri Bottas, al suo primo anno in Mercedes, sostituendo il campione del mondo uscente Nico Rosberg, ritiratosi.
Il telaio era stato originariamente denominato "Mercedes W08" per rappresentare l'ottava vettura prodotta dalla casa di Stoccarda dal rientro nel circus avvenuto nel 2010. La sigla "EQ Power+" è stata inserita per sottolineare l'impegno di Mercedes nella produzione di veicoli elettrici. Il marchio AMG sta ad indicare il rapporto tra Mercedes-AMG e Mercedes-Benz. La monoposto fa il suo debutto alle competizioni durante il Gran Premio d'Australia 2017, primo round della stagione. Dopo aver partecipato a tutte le 20 tappe del Campionato mondiale di Formula 1 2017, viene utilizzata per l'ultima volta durante il Gran Premio di Abu Dhabi 2017.
La W08 EQ Power+ si è rivelata come la più competitiva e affidabile tra quelle del lotto pur perdendo la qualità di dominatrice del campionato propria della sorella Mercedes F1 W07 Hybrid. La W08 ha totalizzato nell'arco del campionato 12 vittorie (nove per Hamilton e tre per Bottas), 4 doppiette, 15 pole (undici per Hamilton e quattro per Bottas) e 9 giri veloci (sette per Hamilton e due per Bottas). La Mercedes ha conquistato il suo quarto titolo consecutivo nei costruttori negli Stati Uniti, mentre Hamilton ha vinto il suo quarto titolo mondiale la tappa successiva, in Messico.

## Livrea

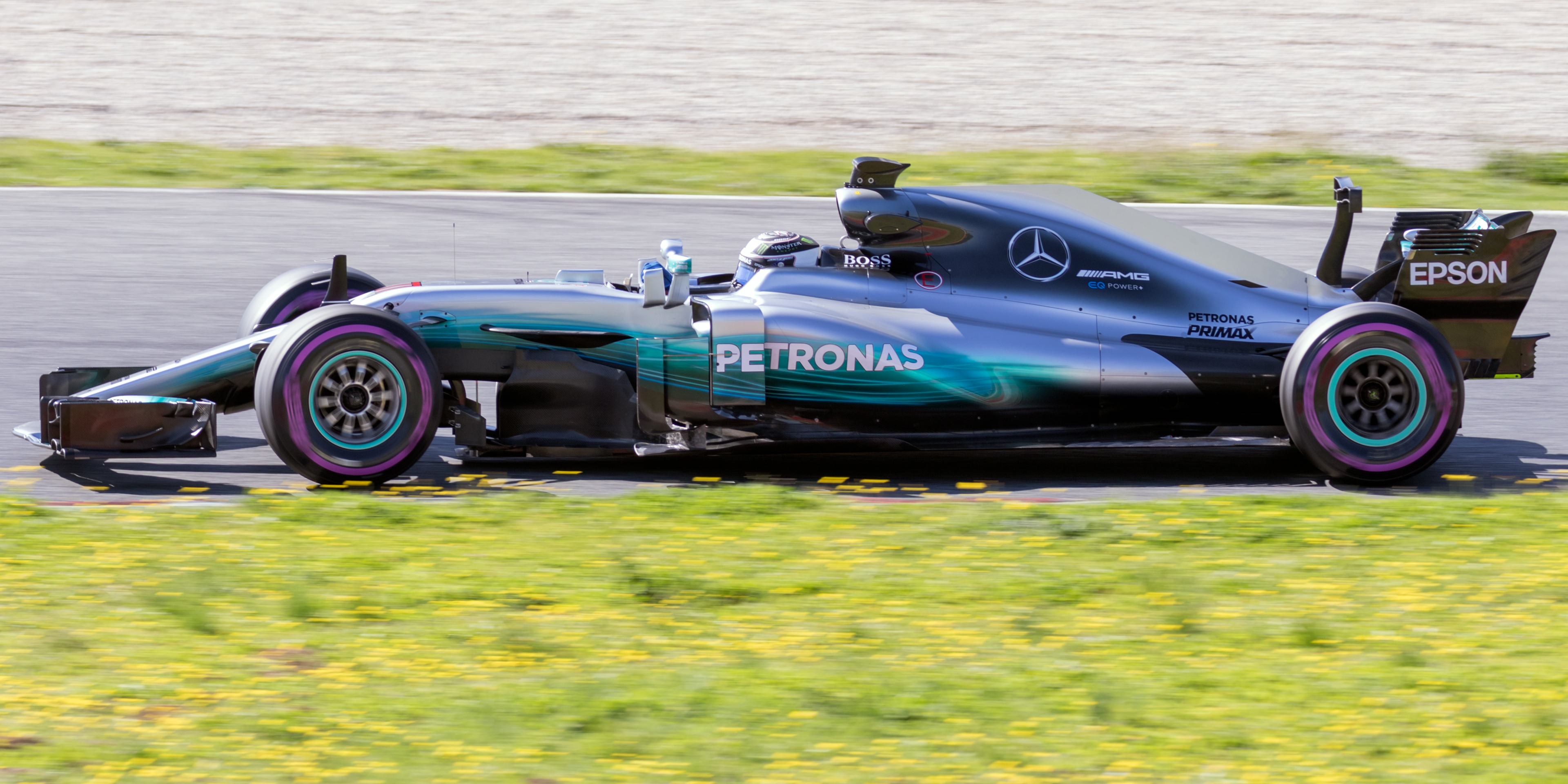
Vista laterale

La colorazione rimane la classica delle monoposto Mercedes precedenti. Il colore predominante è l'argento con le fiancate che presentano delle venature bicolori di verde e blu sullo sfondo grigio. Come gli anni precedenti il main sponsor rimane Petronas presente sia sulle pance che sull'ala posteriore. Altri sponsor da segnalare sono Epson, Hugo Boss e il nuovo arrivato Wihuri (principale sponsor legato a Valtteri Bottas).

## Caratteristiche

### Configurazione iniziale
Rispetto alla Mercedes F1 W07 Hybrid, la W08 ha un passo molto più lungo, decisione figlia anche del nuovo regolamento (circa 20 cm in più), che consente alla vettura di essere efficace soprattutto nelle piste con curve veloci. Al fine di migliorare il flusso d'aria per una migliore aerodinamica, Mercedes ha modificato la sospensione anteriore attaccando il braccio oscillante superiore direttamente a un estensore prima di collegarla a un montante. L'incremento in altezza del braccio oscillante superiore serve a prevenire il disturbo del flusso d'aria che parte dalla parte anteriore della vettura, verso i fianchi e verso la sospensione posteriore, il che può influire sulla stabilità dell'intera vettura. Mercedes adottò un dispositivo "T-wing" sul retro dell'auto per generare una migliore forza di retromarcia. Il "T-wing" era visto come un design esterno montato sul cofano motore piuttosto che una pinna di squalo come altre vetture del 2017. Il design dell'ala posteriore a forma di scodella, montato anche sui precedenti modelli, rimane sulla F1 W08 EQ Power + per creare una maggiore trazione e ridurre il drag.

#### Aggiornamento di Barcellona

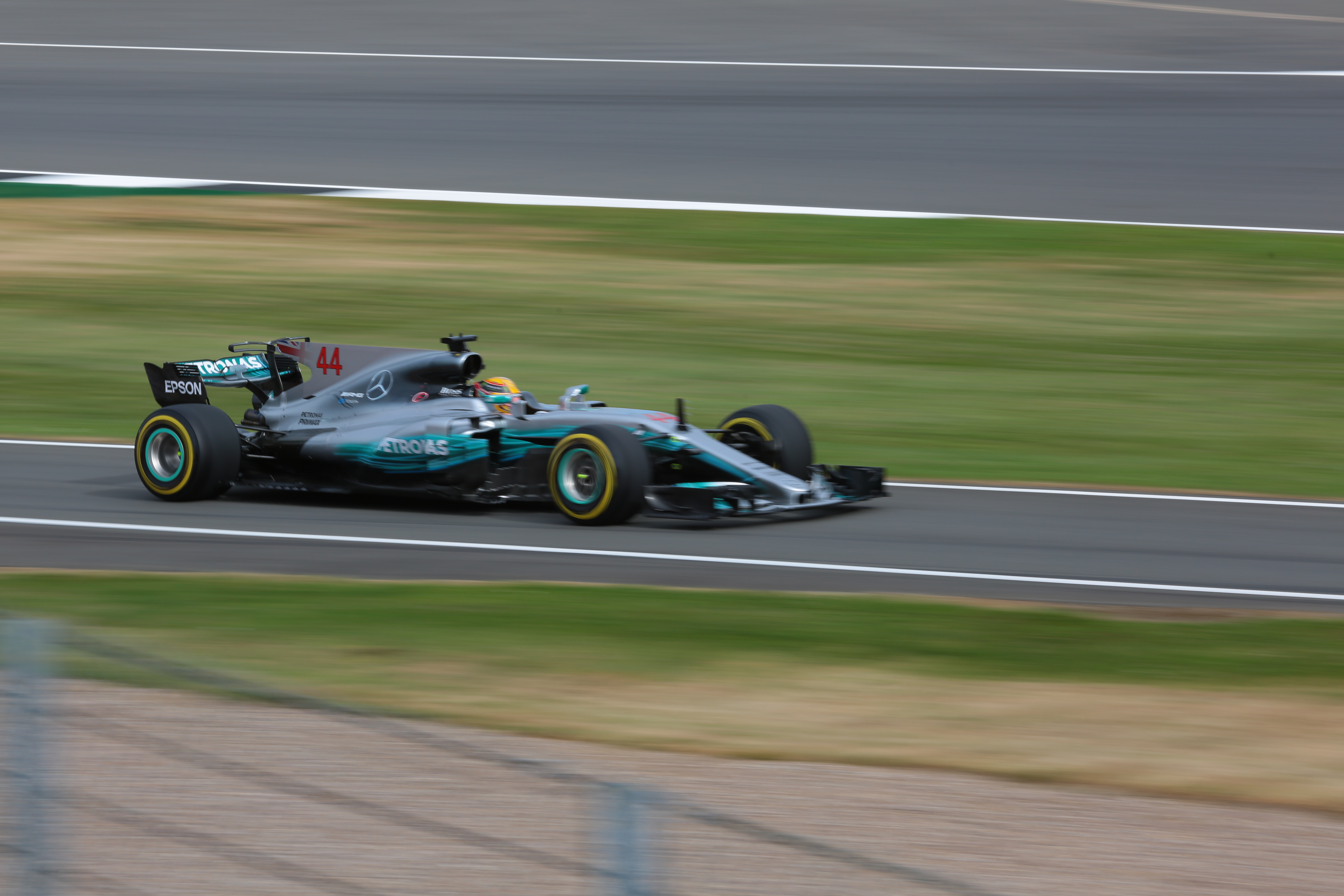
Mercedes aggiornata al gran premio britannico

A Barcellona arriva il primo grande aggiornamento aerodinamico. Questo upgrade è stato introdotto dagli ingegneri del team soprattutto per risolvere i problemi dell'eccessiva usura delle gomme, circostanze verificatesi nei primi Gran Premi, dovute anche al peso superiore della W08 rispetto alle altre vetture (circa 5 kg in più). Per risolvere tutto questo, i tecnici hanno introdotto un muso ancora più ristretto e affusolato che ha permesso l'inserimento di due turning vanes. Modificati anche i bargeboards che servono a indirizzare meglio e “far lavorare” bene i flussi d'aria perché generino deportanza. Anche il fondo è stato rivisto così come l'ala posteriore che è stata modificata nella sua forma.

#### Aggiornamento ai freni a Baku
Durante il Gran Premio d'Azerbaijan, la Mercedes ha sperimentato l'assetto del freno asimmetrico durante entrambe le sessioni di prove libere di venerdì per ottenere una maggiore capacità di raffreddamento su un lato dell'auto. Tuttavia, per accelerare il processo di riscaldamento delle gomme anteriori, il team ha deciso di tornare al layout simmetrico durante le prove finali di sabato, le qualifiche e la gara di domenica.

#### Aggiornamento di Sepang
Mercedes ha portato un pacchetto di aggiornamenti per il Gran Premio della Malesia. Hanno apportato una modifica al design dell'ala anteriore, con il bordo anteriore del mainplane spinto verso l'alto per incanalare il flusso d'aria sotto l'ala, guidato dagli strappi ora pronunciati che risiedono al di sotto. Il "mantello" sotto il naso che Mercedes introdusse in Spagna e revisionato in Austria fu nuovamente modificato, con il bordo anteriore del dispositivo allargato. Anche l'area altamente complessa delle bacheche - che comprende 20 diverse superfici che lavorano insieme - è stata modificata. Le cascate verticali montate sul bordo dei ceppi a pavimento seghettati sono state modificate, riducendo la loro altezza pur essendo anche angolate in modo più aggressivo. L'ascia, che normalmente era divisa in quattro superfici seghettate, è stata ridotta a tre, con le due superfici più esterne combinate.

### Power Unit
La prima Power Unit del team tedesco è stata utilizzata in gara in quattro Gran Premi. Per il Gran Premio di Spagna la Mercedes ha fatto esordire il secondo motore termico, introdotto soprattutto per migliorare l'affidabilità della prima unità e per ridurne il peso. La terza specifica è stata fatta debuttare nel Gran Premio di casa, a Silverstone. Questo update ha comportato un miglioramento del motore in prestazioni. Il quarto motore termico è stato portato solo due gare dopo, in Belgio. Secondo voci del paddock, il team di Brackley avrebbe portato l'ultimo motore a Spa per bypassare i controlli della federazione sulle power unit, che a partire dal Gran Premio d'Italia, avrebbero dovuto consumare una quantità massima di 0,9 litri di oli, a dispetto degli 1,2 litri consentiti fino in Belgio.

## Carriera agonistica

### Test
La Mercedes AMG F1 W08 EQ Power + è stata non-ufficialmente lanciata sul circuito di Silverstone con Hamilton e Bottas che hanno completato uno shakedown inaugurale il 23 febbraio 2017. La monoposto ha preso parte ai test pre-campionato sul Circuit de Barcelona-Catalunya il 27 febbraio-2 marzo e il 7-10 marzo. Durante gli otto giorni di test, l'auto ha completato 1096 giri; un totale di 5.102 km, equivalente a oltre 16 distanze di gara. La vettura è stata anche guidata dal campione della serie GP3 2017 George Russell durante i test stagionali.

### Stagione

#### Trittico extraeuropeo
In Australia la Mercedes ottiene la pole position con Hamilton, mentre Bottas parte terzo staccato per pochi millesimi da Sebastian Vettel. Tuttavia in gara nonostante una buona partenza degli alfieri del team tedesco che mantengono le loro rispettive posizioni, il richiamo prematuro di Hamilton ai box fa finire il pilota britannico alle spalle di Max Verstappen e non riuscendo a passarlo in pista, permette a Vettel di costruire un vantaggio che consente all'alfiere del Cavallino Rampante di pittare e conservare la prima posizione. Hamilton non sarà più in grado di sopravanzare il tedesco in pista. I due piloti della Mercedes chiuderanno comunque la gara sul podio. Nel secondo Gran Premio della stagione, in Cina, il team di Brackley ottiene nuovamente la pole position sempre con il pilota britannico. Alla domenica Hamilton domina la gara rimanendo per tutta la gara in testa e ottenendo anche il miglior giro veloce. Bottas chiuderà con un'anonima sesta posizione dopo aver effettuato un testacoda in regime di Safety Car. In Bahrein è Bottas ad ottenere la pole con Hamilton staccato di pochi millesimi dal compagno. È la prima volta che i due piloti Mercedes sono in prima fila nel 2017. In partenza Vettel sorpassa Hamilton mentre il finlandese della Mercedes mantiene la leadership; le posizioni rimarranno invariante fino al primo pit stop. Il tedesco della Ferrari si ferma anticipatamente compiendo un undercut  su Bottas. Hamilton invece perde una posizione in favore di Daniel Ricciardo e sarà penalizzato di cinque secondi per aver rallentato il pilota australiano della Red Bull Racing all'ingresso della pit lane.  Sarà il pilota della Ferrari a portare a casa la gara con i due piloti della Stella a tre punte che concludono entrambi sul podio. La Mercedes dopo questa gara perde la leadership del campionato Costruttori.

#### Gran Premi europei e Gran Premio del Canada
A Sochi in qualifica le due Ferrari conquistano la prima fila, mentre Bottas e Hamilton sono costretti a partire rispettivamente terzo e quarto. È il peggior risultato in qualifica della scuderia anglo tedesca dal Gran Premio di Singapore 2015. Il finlandese partendo dalla terza posizione è autore di un grande scatto al via che lo proietta in testa. Dopo un primo stint in cui Bottas assume un cospicuo vantaggio, è poi costretto a vedersi rimontato da Vettel che arriverà alla fine della gara a pochi decimi dal finlandese. Per Bottas si tratta della prima vittoria in Formula 1. Hamilton, invece, è costretto a lottare per tutta la gara con problemi di surriscaldamento delle gomme e chiuderà quarto. Questo risultato permette al team di ritornare primo nella Classifica Costruttori.

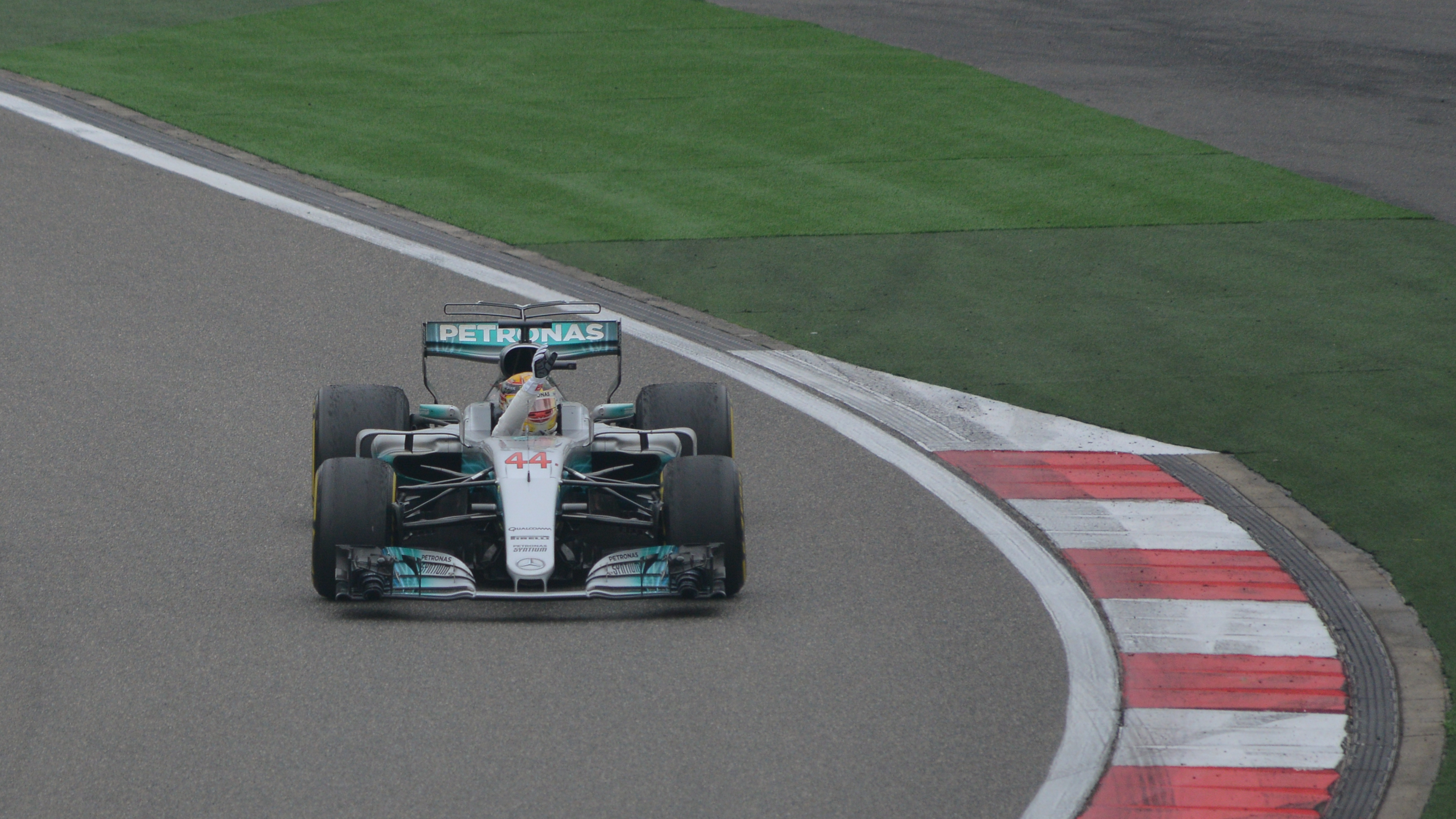
Lewis Hamilton festeggia la sua vittoria a Shangai

In Spagna, a Barcellona Hamilton ottiene la pole superando Vettel di 51 millesimi. Bottas invece si qualifica terzo, due decimi dietro al compagno. Il pilota del Cavallino Rampante riesce a superare il britannico in partenza tuttavia l'inglese sfrutta una Virtual Safety Car per cambiare le gomme che lo aiuteranno a sopravanzare Vettel pochi giri dopo e gli permetteranno di vincere il secondo Gran Premio stagionale e il dodicesimo hat-trick della carriera (pole, giro veloce, vittoria). Bottas invece dopo aver evitato una collisione con Kimi Räikkönen in partenza, è costretto al ritiro dopo 38 giri a causa di un problema al motore. Il trend positivo non viene però riconfermato a Monaco dove Hamilton parte al quattordicesimo posto a causa dell'errore di Stoffel Vandoorne che termina a muro, alle Piscine poco prima che il britannico segni un tempo: l'esposizione delle bandiere gialle non permette al britannico di migliorarsi, e così viene eliminato in Q2. In gara la Mercedes limita al massimo i danni con Bottas che chiude quarto ed Hamilton settimo: è la prima e unica gara in cui nessuna delle due Mercedes va a podio. È inoltre la prima gara dal Gran Premio di Spagna 2016 che nessun pilota della Stella a tre punte sale sul podio. In Canada Hamilton è autore della sessantacinquesima pole della sua carriera che gli permette di eguagliare Ayrton Senna. Inoltre il pilota britannico realizza il nuovo record assoluto sulla pista Gilles Villeneuve in la Mercedes torna a dominare con Hamilton che completa il secondo Grand Chelem stagionale, mentre Bottas finisce al secondo posto completando così la prima doppietta dell'anno per il team tedesco. Il Canada segna anche il sorpasso della Mercedes ai danni della Ferrari nel Mondiale Costruttori.
A Baku, la Mercedes conquista ancora una volta con il pilota inglese la pole con il finlandese che completa la prima fila al suo fianco. La gara sembra scorrere in favore della Mercedes quando una bandiera rossa a causa dei detriti in pista interrompe la corsa. Alla sua ripresa Hamilton però è costretto al pit stop per colpa del distacco della protezione alla testa, fissata sulla sua monoposto, perdendo così la leadership della gara. Alla fine Bottas finirà secondo superando proprio sulla linea del traguardo Lance Stroll, mentre Hamilton chiude quinto. Al ritorno in Europa in Austria, Bottas conquista la sua seconda pole stagionale, confermandosi in gara con la vittoria del GP. Il pilota britannico penalizzato con cinque posizioni per la sostituzione del cambio, chiude quarto. A Silverstone è invece Hamilton il protagonista assoluto. L'inglese firma il terzo Grand Chelem stagionale, il quinto della sua carriera con pole, giro veloce e vittoria. Bottas completa la seconda doppietta Mercedes, dopo essere partito nono in griglia a causa della sostituzione del cambio. A Budapest la musica cambia: la Ferrari domina qualifiche e Gran Premio con Sebastian Vettel e Kimi Räikkönen ai primi due posti al sabato e alla domenica con i due alfieri Mercedes a seguirli con terzo e quarto posto.

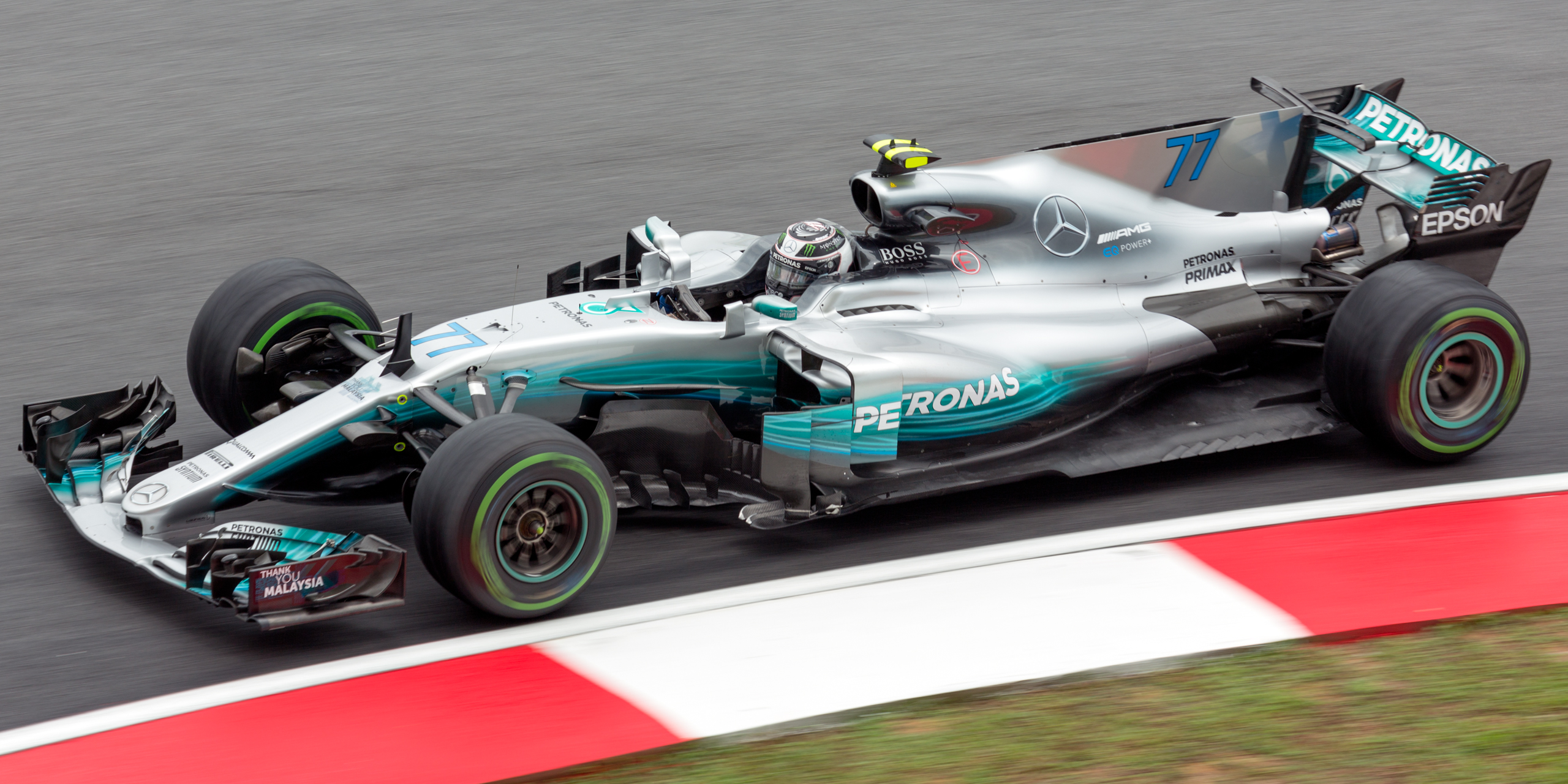
Valtteri Bottas, alla sua prima stagione in Mercedes, in azione durante l'ultimo Gran Premio della Malesia

Dopo la sosta estiva, a Spa-Francochamps, Hamilton alla sua duecentesima gara ottiene la sessantottesima pole che lo fa diventare il primo di tutti i tempi superando Michael Schumacher e anche la vittoria. Bottas chiude la gara quinto. In Italia il pilota britannico ottiene la prima posizione al sabato sotto una pioggia battente. In gara le due Frecce d'Argento chiudono la gara davanti a tutti con Hamilton che, vincendo il Gran Premio, supera Sebastian Vettel nella classifica piloti. Si tratta inoltre della terza doppietta stagionale per la Mercedes.

#### Gran Premi asiatici
Nella prima gara asiatica di Singapore, Hamilton vince il Gran Premio partendo quinto in gara, complice anche l'incidente al via nelle prime posizioni che vede coinvolti Sebastian Vettel, Max Verstappen e Kimi Räikkönen. Bottas conquista il gradino più basso del podio. Nelle successive due gare il pilota britannico riesce sempre a conquistare la pole. In Malesia Hamilton finisce secondo in gara alle spalle di Max Verstappen, mentre in Giappone riesce a concludere la gara davanti all'olandese della Red Bull.

#### Gran Premi del Nuovo Continente e Gran Premio di Abu Dhabi

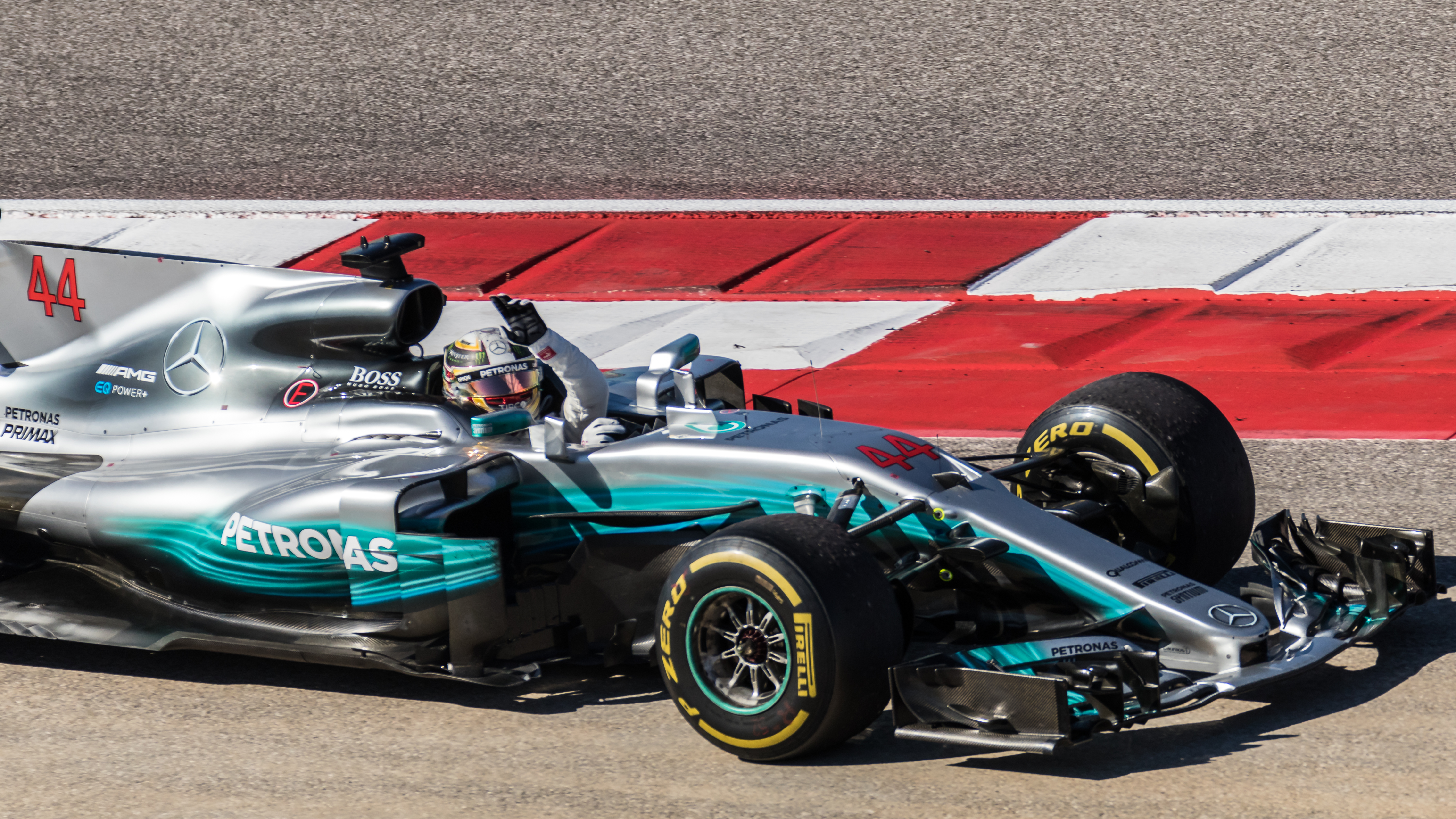
Lewis Hamilton festeggia la vittoria del GP degli USA che permette alla Mercedes di conquistare il quarto titolo Costruttori consecutivo

Ad Austin, nella prima delle tre gare americane, Hamilton, dopo la sua terza pole consecutiva, si conferma in gara conquistando il gradino più alto del podio, dopo una gara dominato dal britannico dopo il sorpasso su Vettel dopo pochi giri. Con il quinto posto di Bottas, la Mercedes conquista il suo quarto titolo costruttori consecutivo con tre Gran Premi di anticipo. Nel Gran Premio del Messico Lewis Hamilton e Valtteri Bottas riusciranno a qualificarsi rispettivamente in terza e quarta posizione. L'inglese dopo un ottimo stacco alla partenza soffrirà una foratura alla posteriore destra causata da un contatto con l'alettone anteriore della Ferrari di Sebastian Vettel. Costretto a recuperare dall'ultima posizione concluderà la gara in nono, laureandosi matematicamente campione del mondo per la quarta volta in carriera. Bottas concluderà la gara in seconda posizione complice l'incidente di gara tra il ferrarista ed il compagno di squadra. In Brasile Hamilton è costretto a partire in ultima posizione a causa di un errore in Q1, con il pilota inglese che dopo poche curve si infrange nelle barriere. Bottas invece è autore della sua terza pole stagionale vincendo il confronto con Vettel per 38 millesimi. In gara, tuttavia, il pilota finlandese viene superato in partenza dal ferrarista e questo gli costa la gara, non riuscendo mai ad insediare nel corso di tutto il Gran Premio il tedesco, chiudendo al secondo posto. Hamilton, invece, è autore di una rimonta che lo porta ad un passo dal podio, al quarto posto, distante solamente 8 decimi da Räikkönen e a cinque secondi dal vincitore.
Al Gran Premio di Abu Dhabi, la Mercedes domina le qualifiche con Bottas che si piazza ancora una volta davanti a tutti ed Hamilton al suo fianco: era da Baku che il team di Brackley non aveva il monopolio della prima fila. In gara è un monologo della Mercedes, con i due piloti del team che si piazzano nello stesso ordine della qualifica al primo e al secondo posto, con Vettel, terzo, distante quasi 20 secondi da Bottas. Si tratta, inoltre, della terza vittoria stagionale del finlandese.

### Conclusioni
La W08 ha vinto 12 Gran Premi su 20 nel corso della stagione, non confermandosi così dominante come le vetture precedenti. Il Team ha conquistato 668 punti nella Classifica Costruttori, vincendo il quarto titolo consecutivo con un vantaggio di 146 punti sulla Ferrari, seconda. Tuttavia, per la prima volta dall'avvento dell'era ibrida nel Campionato mondiale di Formula 1 2014, i due piloti del team non hanno concluso nelle prime due posizioni nella Classifica Piloti, con Vettel che si è insidiato tra Hamilton e Bottas. La macchina si è comunque dimostrata altamente affidabile come dicono anche i numeri: un solo ritiro durante la stagione (Bottas, Gran Premio di Spagna), con il 98,6% dei giri percorsi (2.392), con 11.997 chilometri percorsi. Inoltre, a seguire la Mercedes in questa classifica dell'affidabilità ci sono i team clienti della Force India e della Williams F1.

## Piloti
| Piloti ufficiali       | Piloti ufficiali | Piloti ufficiali |
| Nazione                | Nome             | Numero           |
| ---------------------- | ---------------- | ---------------- |
| Regno Unito (bandiera) | Lewis Hamilton   | 44               |
| Finlandia (bandiera)   | Valtteri Bottas  | 77               |
| Piloti di riserva      |                  |                  |
| Nazione                | Nome             | Numero           |
| Germania (bandiera)    | Pascal Wehrlein  | 94               |

## Risultati in Formula 1
| Anno | Team            | Motore                                         | Gomme | Piloti   |   |   |   |   |     |   |   |   |   |   |   |   |   |   |   |   |   |   |   |   | Punti | Pos. |
| ---- | --------------- | ---------------------------------------------- | ----- | -------- | - | - | - | - | --- | - | - | - | - | - | - | - | - | - | - | - | - | - | - | - | ----- | ---- |
| 2017 | Mercedes AMG F1 | Mercedes-AMG F1 M08 EQ Power+ V6 turbo 1600 cc | P     | Hamilton | 2 | 1 | 2 | 4 | 1   | 7 | 1 | 5 | 4 | 1 | 4 | 1 | 1 | 1 | 2 | 1 | 1 | 9 | 4 | 2 | 668   | 1º   |
| 2017 | Mercedes AMG F1 | Mercedes-AMG F1 M08 EQ Power+ V6 turbo 1600 cc | P     | Bottas   | 3 | 6 | 3 | 1 | Rit | 4 | 2 | 2 | 1 | 2 | 3 | 5 | 2 | 3 | 5 | 4 | 5 | 2 | 2 | 1 | 668   | 1º   |